# Square Louis XVI

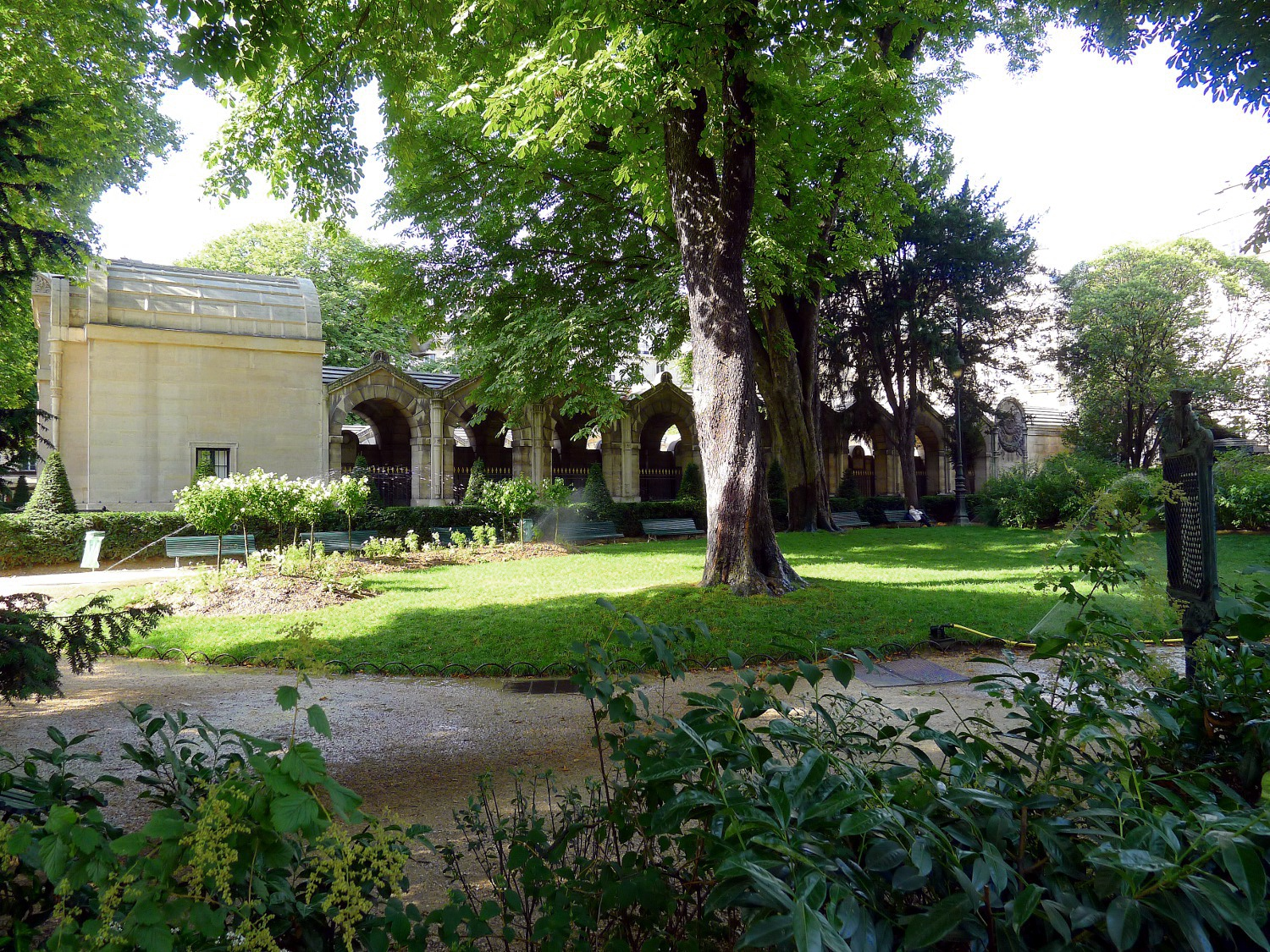
Square Louis XVI, Blick vom Boulevard Haussmann

Der Square Louis XVI ist ein begrünter Platz (Square) im 8. Arrondissement von Paris. Die Grünfläche ist nach dem französischen König Ludwig XVI. benannt, der auf einem hier zuvor befindlichen Friedhof seine erste Ruhestätte hatte. Auf dem Platz steht die Sühnekapelle Chapelle expiatoire, die an das hingerichtete Königspaar Ludwig XVI. und Marie-Antoinette erinnert.

## Beschreibung
Die 4.184 m² große, viereckige Grünfläche befindet sich im Stadtzentrum von Paris im 8. Arrondissement. Sie wird begrenzt im Osten von der Rue Pasquier, im Süden von der Rue des Mathurins, im Westen von der Rue d’Anjou und im Norden vom Boulevard Haussmann. Trotz der geringen Größe des Platzes finden sich hier eine Reihe von unterschiedlichen Baum- und Straucharten. Hierzu gehören Eiben, Kastanien, Platanen, Berg-Ahorn, Japanische Blütenkirsche sowie Flieder, Orangenblumen, Schneeball, Schwarzer Holunder, Lorbeer, Pfeifensträucher, Deutzien, Prunus, Weißdorn und Goldregen. Darüber hinaus gibt es kleine Rasenflächen und eine saisonale Bepflanzung mit Blumen. Zur Ausstattung des Parks gehören eine Reihe von Parkbänken, ein Trinkbrunnen sowie ein kleiner Spielplatz. Die eingezäunte Anlage ist nur tagsüber zugänglich.

## Geschichte
An der Stelle des heutigen Square Louis XVI befand sich bis zum Ende des 18. Jahrhunderts der Friedhof der alten Madeleine-Kirche (Cimetière de la Madeleine). Während der Französischen Revolution wurden zahlreiche Personen nach ihrer Hinrichtung auf der einige 100 Meter entfernten Place de la Révolution (heute Place de la Concorde) zum Madeleine-Friedhof verbracht und dort in Massengräbern bestattet. Eine Hinweistafel am Eingang des Square Louis XVI gibt einen Überblick über die hier beigesetzten bekannten Personen. Zu ihnen gehörte Charlotte Corday, Madame Roland, die Comtesse du Barry und das vormalige Königspaar Ludwig XVI. und Marie-Antoinette.
Der Madeleine-Friedhof wurde 1796 aufgelöst und das Grundstück an den Tischler Isaac Jacot verkauft. Nachdem dieser 1802 in finanzielle Schwierigkeiten geraten war, gelangte das Grundstück bei einer Versteigerung in den Besitz des königstreuen Rechtsanwalts Pierre-Louis Olivier Desclozeaux. Er wohnte in der benachbarten Rue d’Anjou Nr. 48 und hatte die Bestattungen des Königspaares verfolgt und die Grabstelle des Königs durch eine Bepflanzung mit zwei Trauerweiden und einer Zypresse gekennzeichnet. Nach Ende der Herrschaft von Napoleon Bonaparte ließ Ludwig XVIII., Bruder des hingerichteten Königs, die Körper von Ludwig XVI. und Marie-Antoinette 1815 exhumieren und anschließend in die Kathedrale von Saint-Denis überführen, wo sie ihr endgültiges Grab fanden. Nach dem Tod von Desclozeaux 1816 kaufte Ludwig XVIII. den ehemaligen Madeleine-Friedhof und ließ in den Folgejahren über der ursprünglichen Grabstelle von Ludwig XVI. die Sühnekapelle Chapelle expiatoire errichten. Die Einweihung fand 1826 statt. Die Anlage des Square Louis XVI erfolgte erst 1865, im Rahmen der städteplanerischen Umbaumaßnahmen durch Baron Haussmann. Hierbei wurde die Umgebung der Chapelle expiatoire in eine parkartige Platzanlage umgestaltet und dem ehemaligen König gewidmet. Nach Ludwig XVI. war in Paris zuvor bereits die Place de la Concorde benannt, die von 1824 bis 1830 den Namen Place Louis XVI trug.